# Isidore Meyers
Pour les articles homonymes, voir Meyers.
Isidore Meyers, né à Anvers, le 14 février 1836 et mort à Bruxelles le 23 décembre 1916, est un peintre de paysage et de marines, et un dessinateur belge.

## Biographie

### Famille
Joseph Jean Isidore Meyers, né à Anvers le 14 février 1836, est le fils de Jean Isidore Meyers, employé des douanes (né en 1791), et d'Isabelle Marie Janssens (née en 1797), tous deux natifs de la ville d'Anvers où ils résident,. Isidore Meyers épouse à Hamme, le 24 avril 1877, Marie Joséphine Hortense Vertongen (née à Hamme le 11 février 1855).

### Formation
Vers 1850, Isidore Meyers étudie à l'Académie royale des beaux-arts d'Anvers auprès de Jacob Jacobs. En 1854, encore étudiant à l'Académie, il expose une esquisse : Commencement d'orage au Salon de Bruxelles de 1854.
Au cours de leur séjour à Paris, où ils étudient à l'école des beaux-arts, entre 1855 et 1858, Isidore Meyers et Adrien-Joseph Heymans font la connaissance des peintres français de l'École de Barbizon, dont la résistance à l'académisme formel dans Peinture de paysage s'est accrue. Meyers étudie auprès de Charles-François Daubigny et de Camille Corot. Meyers et Heymans sont les premiers à réagir contre le style conservateur qui prévaut alors autour des peintres anversois, comme Ferdinand de Braekeleer, Henri Leys et Henri de Braekeleer.

### Carrière
En 1858, après son retour à Bruxelles, Isidore Meyers commence à étudier en Campine, où il se retire en octobre 1861 avec ses confrères Jacques Rosseels et Adrien-Joseph Heymans, à l'époque où naît l'école de Calmpthout. Tous trois fondent l'académie de Termonde, où Isidore Meyers, célèbre pour ses harmonies de tons gris, devient professeur. Il enseigne à Franz Courtens, le célèbre luministe flamand, de même qu'à Adrien Le Mayeur, Romain Steppe et Franz Callebaut. Isidore Meyers est officiellement domicilié à l'auberge Het Pannenhuis à Calmpthout, en Campine, de 1861 jusqu'en 1877.
Quand Isidore Meyers se rend à Wechelderzande pour peindre, Henry Van de Velde, entre autres, suit ses traces, quittant plus tard la peinture au profit de l'architecture et du design. Entre 1866 et 1872, Isidore Meyers voyage en Europe : au Danemark (1866 et 1871), à Glasgow (1872) et aux Pays-Bas (1872). De retour à Hamme, sa facture jadis opulente s'allège et son coloris gagne en clarté. Après plusieurs avoir vécu dans plusieurs lieux à Anvers (où il travaille dans un atelier en compagnie de Jacques Rosseels en 1875) et à Buggenhout (1877), Isidore Meyers s'établit définitivement à Bruxelles en 1889, pour des raisons matérielles,.
En 1891, Meyers expose au premier des salons organisés par Les XIII en proposant ses œuvres Octobre lumineux et Matinée de novembre sur l'Escaut. Selon Octave Maus, il est considéré comme un des pionniers de l'École de Termonde.

### Mort
Isidore Meyers meurt à Bruxelles le 23 décembre 1916, à l'âge de 80 ans.

## Œuvre

### Expositions
- Salon de Bruxelles de 1854 : Commencement d'orage[4].
- Salon de La Haye de 1859 : Soir[9].
- Salon de Bruxelles de 1863 : Vue prise aux environs de Calmpthout ; automne[10].
- Salon d'Anvers de 1864 : L'Assoupissement de la nature[11].
- Salon d'Anvers de 1873 : Le Calme[12].
- Salon de Bruxelles de 1875 : Mois d'octobre (Escaut) et Matin[13].
- Salon d'Anvers de 1879 : Un coin de l'ancien Brill à Buggenhout et Une froide matinée d'octobre (médaille d'or)[14].
- Salon de Gand (XXXI) de 1880 : La Fin d'une belle journée[15].
- Salon de Bruxelles de 1881 : Un coin de Nieuwmaar[16].
- Salon de Gand (XXXII) de 1883 : À l'Escaut[17]
- Salon de Bruxelles de 1884 : Temps pluvieux et La Nèthe[18].
- Salon de Gand (XXXIII) de 1886 : Après l'averse et Fin d'août, une tiède journée[19].
- Salon de Bruxelles de 1887 : Temps pluvieux (octobre) - Flandre et Soir[20].
- Salon d'Anvers de 1888 : L'Aurore[21].
- Salon de Gand (XXXIV) de 1889 : Un coin intime, temps gris et Coin d'une blanchisserie, après-midi[22].
- Première exposition du groupe Les XIII en 1891 : Octobre lumineux et Matinée de novembre sur l'Escaut[7].
- Salon de Gand (XXXV) de 1892 : Durant les vêpres, Le Brielepoort, Ypres et Rue du Paradis, Ypres[23].
- Salon de Gand (XXXVI) de 1895 : En Flandre et Sur l'Escaut[24].
- Salon d'Anvers de 1898 : Sous bois - après-midi et Temps gris - Mariakerke[25].
- Salon de Gand (XXXVII) de 1899 : Solitude, lever de lune, Le Calme, derniers rayons et Temps gris, coq[26].
- Exposition des peintures d'Isidore Meyers, salle Verlat à Anvers, en novembre 1901[27].

### Sélection d'œuvres
- Matinée d'hiver, huile sur toile, 78 × 118 cm, Musées royaux des beaux-arts de Belgique[28]
- Ruelle de Malines animée, huile sur toile, 76 × 108 cm, Collection privée, Vente 2010[29]
- Paysage brumeux avec pêcheur dans une barque, huile sur toile, 65 × 105 cm, Collection privée, Vente 2006[30]
- Moulin à grains, Bornem, huile sur toile, 111 × 172 cm, Collection privée, Vente 2005[31]
- Repos dans les champs, huile sur toile, 50 × 62 cm, Collection privée, Vente 2019[32]
- Le Cordier, huile sur toile, 31 × 43 cm, Collection privée, Vente 2011[33]
- Coucher de soleil sur les dunes, huile sur toile, 25 × 51 cm, Collection privée, Vente 2019[34]

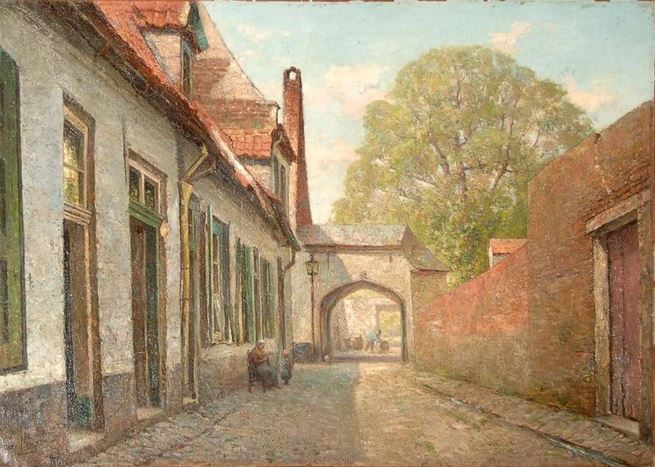
Ruelle à Malines animée Collection privée.
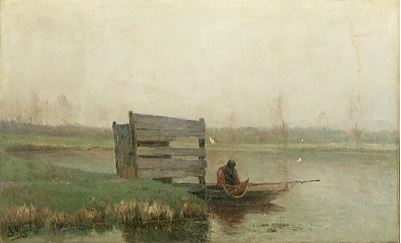
Paysage brumeux avec pêcheur dans une barque Collection privée.
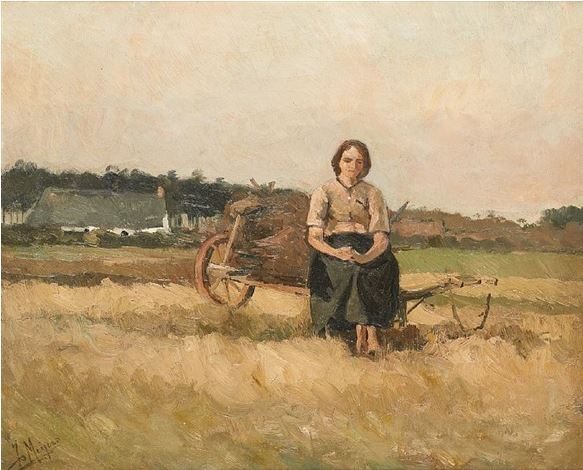
Repos dans les champs Collection privée.
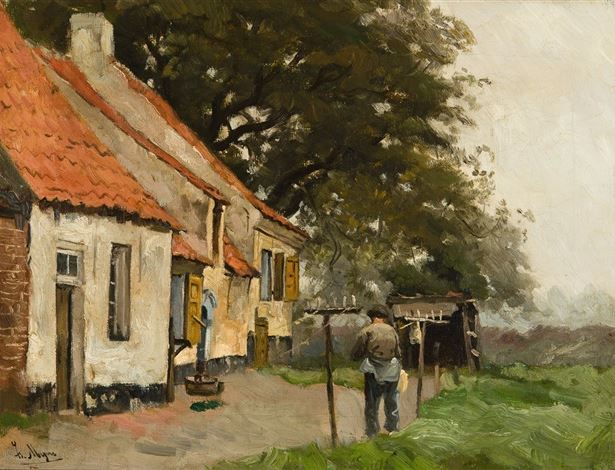
Le Cordier Collection privée.
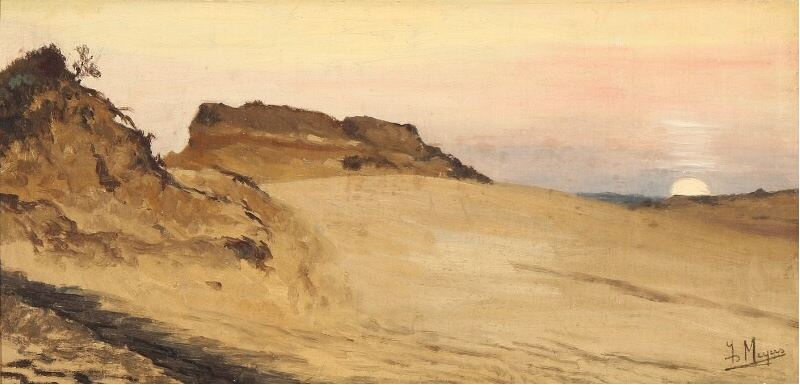
Coucher de soleil sur les dunes Collection privée.

## Distinction
- Chevalier de l'ordre de Léopold (16 janvier 1892)[35].